# IC 4682
IC 4682 је спирална галаксија у сазвјежђу Паун која се налази на листи објеката дубоког неба у Индекс каталогу.
Деклинација објекта је - 71° 34' 55" а ректасцензија 18h 16m 25,9s. Привидна величина (магнитуда) објекта IC 4682 износи 12,5 а фотографска магнитуда 13,3. Налази се на удаљености од 46,173 милиона парсека од Сунца. IC 4682 је још познат и под ознакама ESO 71-5, FAIR 493, IRAS 18105-7135, PGC 61669.